# Cal Maurici (Sant Llorenç Savall)
Cal Maurici és un edifici modernista del municipi de Sant Llorenç Savall (Vallès Occidental) que forma part de l'Inventari del Patrimoni Arquitectònic de Catalunya.

## Descripció
És un habitatge unifamiliar d'estil modernista que consta de planta baixa, un pis i terrassa. La façana presenta una distribució simètrica, marcant l'eix de simetria la porta d'entrada, una finestra al primer pis i un relleu a la balustrada que tanca la terrassa. A la planta baixa hi ha, a banda i banda de la porta, una finestra doble. Al segon pis s'obren tres portes a una gran balconada; aquestes portes estan decorades amb una motllura que imita carreus de pedra. La façana està rematada per una balustrada de pedra decorada amb motius geomètrics; la terrassa superior té un ràfec de gran volada que està sustentat per unes mènsules decorades amb caps femenins. El mur és arrebossat i mostra decoració floral en relleu combinada amb la policromia de petites tessel·les de ceràmica col·locades per sobre de les finestres.